# Franz Heinrich Weißbach
Franz Heinrich Weißbach (* 25. November 1865 in Chemnitz; † 20. Februar 1944 in Markkleeberg) war ein deutscher Altorientalist, der von 1888 bis 1935 an der Universität Leipzig wirkte.

## Leben
Er war das Älteste von sieben Kindern des Seidenhutmachermeisters Franz Robert Weißbach und seiner Ehefrau Clara Auguste, geb. Leonhardt aus Chemnitz. Seine Jugend verbrachte er ab 1879, wegen Wohnortwechsel der Eltern, in Glauchau, besuchte hier die Bürgerschule und später das Gymnasium in Zwickau.
Nach bestandener Reifeprüfung studierte er ab 1885 an der Universität Leipzig Theologie, Alte Geschichte, Klassische Philologie und Orientalische Sprachen. 1888 wurde er Mitglied des Corps Staufia Leipzig. 1889 schloss er sein Studium mit der Promotion ab. Seine Doktorarbeit schrieb er Über die Achämenideninschriften zweiter Art. Seine erste Anstellung fand Weißbach bereits 1888 an der Leipziger Universitätsbibliothek, er wurde 1891 zum Bibliotheksassistenten, 1900  zum Bibliothekar und 1917 zum Oberbibliothekar befördert, er arbeitete bis 1929 an der Bibliothek.
1897 habilitierte sich Weißbach am Lehrstuhl für Assyriologie des Instituts für Semitistik mit der Schrift Die sumerische Frage „für Alte Geschichte und Keilschrift“. Seit dem Sommersemester 1898 hielt er als Privatdozent Vorlesungen und Kurse über Keilschrift, altorientalische Sprachen sowie Geschichte, Kultur und Geografie des Alten Orients. Von 1901 bis 1903 war er beurlaubt, um an den deutschen Ausgrabungen in Babylon teilzunehmen. 1908 wurde Weißbach zum nichtbeamteten außerordentlichen Professor für Keilschriftforschung und Alte Geschichte ernannt, 1930 zum ordentlichen Honorarprofessor mit derselben Lehrumschreibung.
Nach der Machtergreifung der Nationalsozialisten unterzeichnete Weißbach im November 1933 das Bekenntnis der Professoren zu Adolf Hitler. Ebenfalls 1933 stellte er einen Aufnahmeantrag an die NSDAP. Der Antrag wurde abgelehnt, weil Weißbach einer Freimaurerloge angehörte. Daraufhin legte Weißbach in einer Eingabe an Adolf Hitler das positive Verhältnis der Freimaurerei zum Nationalsozialismus dar. Die Eingabe hatte jedoch keinen Erfolg. 1935 wurde Weißbach die Lehrbefugnis entzogen. Grundlage dafür war der § 6 des Gesetzes zur Wiederherstellung des Berufsbeamtentums (über ehemalige Mitglieder einer Freimaurerloge) und sein Bekenntnis zur Freimaurerei.
Seinen Ruhestand verbrachte Weißbach in Markkleeberg, wo er am 20. Februar 1944 bei einem Bombenangriff ums Leben kam. Er wurde im Keller seines eigenen Hauses verschüttet. Diesen Angriff überlebten seine Ehefrau Carola, seine Tochter Irmgard, der Schwiegersohn Rudolf Synnatzschke und die Enkelin Adelheid (* 1943). Der Schwiegersohn Rudolf Synnatzschke war einer seiner letzten Studenten, der noch die Keilschrift erlernte. Dieser gab diverse Hinweise zur Korrektur der Keilschrift-Übersetzungen an das Pergamonmuseum in Berlin.
Als Forscher beschäftigte sich Weißbach besonders mit Transliteration und Übersetzung der Keilschrift, mit der Grammatik des Altpersischen sowie mit den inschriftlichen und baulichen Denkmälern des Alten Orients. Besonders in den 20er Jahren verfasste er verschiedene Schriften über die Ausgrabungen in Babylon und trat besonders für den Denkmalschutz der Funde ein. Als einer der wenigen Experten für persische Geografie und Geschichte verfasste er seit 1894 insgesamt über 550 Artikel für Paulys Realencyclopädie der classischen Altertumswissenschaft (RE).

## Schriften (Auswahl)
- Die Achämenideninschriften zweiter Art. Leipzig 1890. (archive.org)
- Die dreisprachige Inschrift von Artaxerxes Mnemon. In: Zeitschrift für Assyriologie und verwandte Gebiete. Band 6, 1891, S. 159f. (menadoc.bibliothek.uni-halle.de)
- Das Grab des Cyrus und die Inschriften von Murghab. In: Zeitschrift der Deutschen Morgenländischen Gesellschaft. Band 48, 1894, S. 653–665 (menadoc.bibliothek.uni-halle.de)
- Die Keilinschriften der Achämeniden. Leipzig 1911 (idb.ub.uni-tuebingen.de).
- Die Keilinschriften am Grabe des Darius Hystaspis. Leipzig 1911. (digital.slub-dresden.de)
- Zu der Goldinschrift des Dareios I. In: Zeitschrift für Assyriologie und Vorderasiatische Archäologie. Band 37, Heft 4, 1927, S. 291–294. (doi:10.1515/zava.1927.37.4.291)
- Achämenidisches. In: Zeitschrift der Deutschen Morgenländischen Gesellschaft Band 91. 1937, S. 80–87. (menadoc.bibliothek.uni-halle.de)
- Die dreisprachige Inschrift Darius Susa e. In: Zeitschrift für Assyriologie und Vorderasiatische Archäologie. Band 44, Heft 1–2. Verlag Walter de Gruyter 1938. (degruyter.com)